# Helen Frith
Helen Frith, född 12 juli 1939, är en australisk friidrottare. Hon deltog vid olympiska sommarspelen 1960 och olympiska sommarspelen 1964.